# 3 000 mètres steeple féminin aux championnats du monde d'athlétisme 2022
Pour des articles plus généraux, voir Championnats du monde d'athlétisme 2022 et 3 000 mètres steeple aux championnats du monde d'athlétisme.
Navigation
Doha 2019 Budapest 2023
L'épreuve du 3 000 mètres steeple féminin des championnats du monde de 2022 se déroule les 16 et 20 juillet 2022 au sein du stade Hayward Field à Eugene, aux États-Unis.

## Mimimas de qualification
Le minima de qualification est fixé à 9 min 30 s 00, la période de qualification est comprise entre le 27 juin 2021 et le 26 juin 2022.

## Résultats

### Finale
| Rang               | Athlète               | Pays        | Temps         | Notes |
| ------------------ | --------------------- | ----------- | ------------- | ----- |
| Médaille d'or      | Norah Jeruto          | Kazakhstan  | 8 min 53 s 02 | CR    |
| Médaille d'argent  | Werkuha Getachew      | Éthiopie    | 8 min 54 s 61 | NR    |
| Médaille de bronze | Mekides Abebe         | Éthiopie    | 8 min 56 s 08 | PB    |
| 4                  | Winfred Yavi          | Bahreïn     | 9 min 01 s 31 |       |
| 5                  | Luiza Gega            | Albanie     | 9 min 10 s 04 | NR    |
| 6                  | Courtney Frerichs     | États-Unis  | 9 min 10 s 59 | SB    |
| 7                  | Aimee Pratt           | Royaume-Uni | 9 min 15 s 64 | NR    |
| 8                  | Emma Coburn           | États-Unis  | 9 min 16 s 49 |       |
| 9                  | Marwa Bouzayani       | Tunisie     | 9 min 20 s 92 |       |
| 10                 | Alice Finot           | France      | 9 min 21 s 40 |       |
| 11                 | Peruth Chemutai       | Ouganda     | 9 min 21 s 93 |       |
| 12                 | Courtney Wayment      | États-Unis  | 9 min 22 s 37 |       |
| 13                 | Celliphine Chespol    | Kenya       | 9 min 27 s 34 |       |
| 14                 | Maruša Mišmaš-Zrimšek | Slovénie    | 9 min 40 s 78 |       |
| 15                 | Gesa Felicitas Krause | Allemagne   | 9 min 52 s 66 |       |

### Séries
Les 3 premières de chaque série (Q) et les 6 meilleurs temps (q) se qualifient pour la finale.
| Rang | Série | Athlète                     | Pays        | Temps    | Notes |
| ---- | ----- | --------------------------- | ----------- | -------- | ----- |
| 1    | 1     | Norah Jeruto                | Kazakhstan  | 9:01.54  | Q     |
| 2    | 1     | Werkuha Getachew            | Éthiopie    | 9:11.25  | Q     |
| 3    | 1     | Marwa Bouzayani             | Tunisie     | 9:12.14  | Q, PB |
| 4    | 2     | Alice Finot                 | France      | 9:14.34  | Q, NR |
| 5    | 2     | Mekides Abebe               | Éthiopie    | 9:14.83  | Q     |
| 6    | 2     | Luiza Gega                  | Albanie     | 9:14.91  | Q     |
| 7    | 2     | Courtney Wayment            | États-Unis  | 9:14.95  | q     |
| 8    | 1     | Emma Coburn                 | États-Unis  | 9:15.19  | q     |
| 9    | 2     | Peruth Chemutai             | Ouganda     | 9:16.66  | q     |
| 10   | 3     | Celliphine Chepteek Chespol | Kenya       | 9:16.78  | Q     |
| 11   | 3     | Maruša Mišmaš-Zrimšek       | Slovénie    | 9:17.14  | Q, SB |
| 12   | 3     | Winfred Mutile Yavi         | Bahreïn     | 9:17.32  | Q     |
| 13   | 3     | Courtney Frerichs           | États-Unis  | 9:17.91  | q     |
| 14   | 2     | Aimee Pratt                 | Royaume-Uni | 9:18.91  | q, NR |
| 15   | 2     | Gesa Felicitas Krause       | Allemagne   | 9:21.02  | q, SB |
| 16   | 3     | Sembo Almayew               | Éthiopie    | 9:21.10  |       |
| 17   | 2     | Amy Cashin                  | Australie   | 9:21.46  | PB    |
| 18   | 2     | Chiara Scherrer             | Suisse      | 9:22.15  |       |
| 19   | 3     | Daisy Jepkemei              | Kazakhstan  | 9:23.07  |       |
| 20   | 1     | Elizabeth Bird              | Royaume-Uni | 9:23.17  |       |
| 21   | 2     | Irene Sánchez-Escribano     | Espagne     | 9:23.94  | PB    |
| 22   | 3     | Nataliya Strebkova          | Ukraine     | 9:25.85  |       |
| 23   | 3     | Tatiane Raquel da Silva     | Brésil      | 9:26.25  |       |
| 24   | 2     | Purity Kirui                | Kenya       | 9:26.88  | SB    |
| 25   | 1     | Jackline Chepkoech          | Kenya       | 9:27.50  |       |
| 26   | 3     | Carolina Robles             | Espagne     | 9:28.24  | PB    |
| 27   | 1     | Belén Casetta               | Argentine   | 9:29.05  | SB    |
| 28   | 1     | Lea Meyer                   | Allemagne   | 9:30.81  |       |
| 29   | 3     | Ceili McCabe                | Canada      | 9:32.73  |       |
| 30   | 1     | Regan Yee                   | Canada      | 9:36.22  |       |
| 31   | 2     | Parul Chaudhary             | Inde        | 9:38.09  | PB    |
| 32   | 1     | Xu Shuangshuang             | Chine       | 9:39.17  | SB    |
| 33   | 1     | Brielle Erbacher            | Australie   | 9:40.55  |       |
| 34   | 3     | Cara Feain-Ryan             | Australie   | 9:43.41  |       |
| 35   | 3     | Adva Cohen                  | Israël      | 9:44.74  |       |
| 36   | 3     | Kinga Królik                | Pologne     | 9:44.74  |       |
| 37   | 2     | Grace Fetherstonhaugh       | Canada      | 9:49.85  |       |
| 38   | 1     | Simone Ferraz               | Brésil      | 9:53.52  |       |
| 39   | 1     | Nilani Rathnayaka           | Sri Lanka   | 9:54.10  |       |
| 40   | 3     | Reimi Yoshimura             | Japon       | 9:58.07  |       |
| 41   | 2     | Carolina Lozano             | Argentine   | 10:03.51 |       |
| 42   | 1     | Yuno Yamanaka               | Japon       | 10:18.18 |       |

## Légende
Records et Performances
- AR : Record continental (area record)
- CR : Record des championnats (championship record)
- MR : Record du meeting (meet record)
- NR : Record national (national record)
- OR : Record olympique (olympic record)
- PR : Record paralympique (paralympic record)
- PB : Record personnel (personal best)
- SB : Meilleure performance personnelle de la saison (season's best)
- WL : Meilleure performance mondiale de l'année (world leader)
- WJR : Record du monde junior (world junior record)
- WR : Record du monde (world record)

Circonstances et Conditions
- DNF : N'a pas terminé (did not finish)
- DNS : N'a pas pris le départ (did not start)
- DQ : Disqualification (disqualification)
- NM : Aucun essai valable enregistré (No Mark)
- Q : Qualifié « directement » au prochain tour (ou à la prochaine compétition), lors d'une compétition majeure, grâce au classement ou à la réalisation des minima (automatic qualifier)
- q : Qualifié au prochain tour (ou à la prochaine compétition), lors d'une compétition majeure, grâce au repêchage ou à la réalisation de l'une des meilleures performances parmi celles des « non qualifiés directement » (grâce au meilleur temps ou à la meilleure distance par exemple) (secondary qualifier)